# Aleksander Albert Krajewski
Aleksander Albert Krajewski (ur. 28 lutego 1818 lub 1819 w Zgorzałowie pow. ostrołęcki,  zm. 4 stycznia 1903 w Warszawie) – polski publicysta, tłumacz, bodaj jedyny znany imiennie wychowanek Liceum Warszawskiego, który dożył XX wieku.

## Życiorys

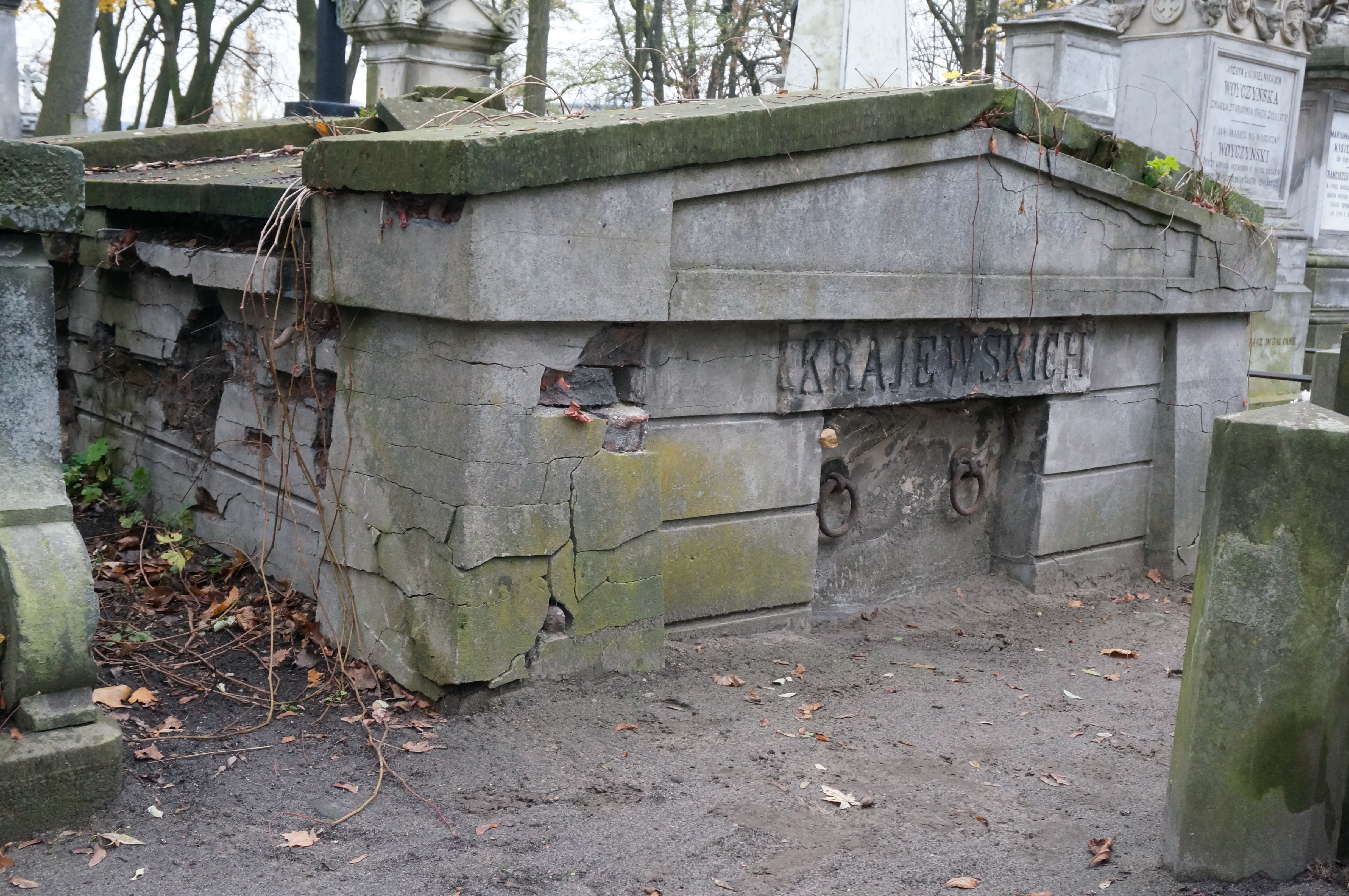
Grób Aleksandra Krajewskiego na cmentarzu Powązkowskim

Krajewski pochodził z rodziny szlacheckiej, ojciec Mateusz, żonaty z Brygidą z Szatkowskich, posiadał wioskę Zgorzałowo w powiecie ostrołęckim. Syn zapisany został do Liceum Warszawskiego, ale zdążył tam ukończyć tylko 4 klasy (Liceum zamknięto w r. 1831) – naukę kontynuował najprawdopodobniej w stworzonym przez władze carskie zamiast Liceum I Gimnazjum Gubernialnym. Od r. 1834 pracował jako urzędnik w Dyrekcji Poczt. Za działalność w tajnej organizacji „Stowarzyszenie Ludu Polskiego” został w r. 1838 aresztowany, uwięziony w warszawskiej Cytadeli i zesłany na katorgę w Rosji, gdzie musiał pracować w kopalniach srebra i ołowiu i w hutach w Kutomarze. Na zesłaniu spędził prawie 20 lat; złagodzenie kary w późniejszych latach umożliwiło mu naukę języków – opanował ich parę i przełożył na polski I część Fausta Goethego. Jego tłumaczenie jest często uważane za najlepszy polski przekład tego dzieła w XIX wieku.
Ogłoszona w r. 1856 w związku z objęciem tronu przez nowego cara Aleksandra II amnestia umożliwiła Krajewskiemu powrót do Polski. Osiedlił się w Warszawie i rozpoczął współpracę z „Biblioteką Warszawską”, gdzie publikował swe tłumaczenia (m.in. przekład 24 od Horacjusza) oraz recenzje współczesnej literatury. Od roku 1858 pracował w Towarzystwie Rolniczym jako referent, następnie jako kierownik wydziału wydawnictw. Przełożył na polski ważne dzieła francuskie dotyczące gospodarstwa wiejskiego i opracował Elementarz dla chłopców wiejskich, który doczekał się wielu wydań.
Mimo 20 lat katorgi Krajewski nadal działał w konspiracji, w grupie sybiraków. W styczniu 1862 został ponownie aresztowany i zesłany do Tambowa. Wkrótce ułaskawiony, powrócił do stolicy, gdzie Rada Miejska mianowała go inspektorem szkół elementarnych. Pracował potem jako współredaktor Gazety Polskiej i jako rachmistrz w zarządzie Kolei Warszawsko-Wiedeńskiej. Po przejściu na emeryturę kontynuował swą pracę jako tłumacz literatury pięknej i wydał m.in. przekład Wędrówek Childe Harolda lorda George Gordon Byrona (1899).
Żonaty z Heleną Anną Lewicką, pozostał bezdzietny. Zmarł na raka przełyku i został pochowany na warszawskich Powązkach (kwatera 181, II, 14/15).